# Patrick Herrmann
Patrick Herrmann (Saarbrücken, 12 de febrero de 1991) es un exfutbolista alemán que jugaba como centrocampista y realizó toda su carrera en el Borussia Mönchengladbach de Alemania.

## Trayectoria
Nacido en Sarrebruck, comenzó a jugar al fútbol en el FC Uchtelfangen. A los 13 años se unió al 1. FC Saarbrücken, antes de ser transferido al Borussia Mönchengladbach en el verano de 2008.
El 16 de enero de 2010, debutó con el primer equipo. Ingresó al campo de juego en un partido de la Bundesliga contra el VfL Bochum. Gladbach anotó en menos de un minuto más tarde del ingreso de Herrmann, quien asistió al debutante Fabian Bäcker, pero su equipo terminó perdiendo el partido por 2-1. Jugó 13 partidos en la segunda mitad de la temporada 2009-10 y fue recompensado con un nuevo contrato.
Se retiró en mayo de 2024 junto a Tony Jantschke.

## Selección nacional
Representó a Alemania en todos los niveles del fútbol juvenil, desde la sub-16 hasta la sub-21. El 24 de marzo de 2013, fue convocado por la selección absoluta por primera vez para las eliminatorias para la Copa del Mundo de 2014 ante Kazajistán. Hizo su debut con la selección alemana el 10 de junio de 2015 en un amistoso contra los Estados Unidos en el RheinEnergieStadion. Asistió a Mario Götze en el gol de su selección, pero finalmente ganaron los norteamericanos por 2-1.

### Participaciones en Eurocopas
| Copa                    | Sede   | Resultado      | Partidos | Goles |
| ----------------------- | ------ | -------------- | -------- | ----- |
| Eurocopa Sub-21 de 2013 | Israel | Fase de grupos | 3        | 1     |

## Estadísticas

### Clubes
Actualizado al último partido disputado en su carrera.
| Club                                   | Div.          | Temporada     | Liga  | Liga  | Copas nacionales | Copas nacionales | Copas internacionales | Copas internacionales | Total | Total |
| Club                                   | Div.          | Temporada     | Part. | Goles | Part.            | Goles            | Part.                 | Goles                 | Part. | Goles |
| -------------------------------------- | ------------- | ------------- | ----- | ----- | ---------------- | ---------------- | --------------------- | --------------------- | ----- | ----- |
| Borussia Mönchengladbach II · Alemania | 4.ª           | 2009-10       | 11    | 0     | —                | —                | —                     | —                     | 11    | 0     |
| Borussia Mönchengladbach II · Alemania | 4.ª           | 2010-11       | 2     | 0     | —                | —                | —                     | —                     | 2     | 0     |
| Borussia Mönchengladbach II · Alemania | 4.ª           | 2011-12       | 1     | 1     | —                | —                | —                     | —                     | 1     | 1     |
| Borussia Mönchengladbach II · Alemania | Total club    | Total club    | 14    | 1     | 0                | 0                | 0                     | 0                     | 14    | 1     |
| Borussia Mönchengladbach · Alemania    | 1.ª           | 2009-10       | 13    | 1     | 0                | 0                | —                     | —                     | 13    | 1     |
| Borussia Mönchengladbach · Alemania    | 1.ª           | 2010-11       | 24    | 3     | 2                | 0                | —                     | —                     | 26    | 3     |
| Borussia Mönchengladbach · Alemania    | 1.ª           | 2011-12       | 27    | 6     | 5                | 0                | —                     | —                     | 32    | 6     |
| Borussia Mönchengladbach · Alemania    | 1.ª           | 2012-13       | 32    | 6     | 2                | 0                | 8                     | 0                     | 42    | 6     |
| Borussia Mönchengladbach · Alemania    | 1.ª           | 2013-14       | 34    | 6     | 1                | 0                | —                     | —                     | 35    | 6     |
| Borussia Mönchengladbach · Alemania    | 1.ª           | 2014-15       | 32    | 11    | 4                | 1                | 10                    | 4                     | 46    | 16    |
| Borussia Mönchengladbach · Alemania    | 1.ª           | 2015-16       | 18    | 3     | 1                | 0                | 1                     | 0                     | 20    | 3     |
| Borussia Mönchengladbach · Alemania    | 1.ª           | 2016-17       | 18    | 1     | 5                | 0                | 8                     | 0                     | 31    | 1     |
| Borussia Mönchengladbach · Alemania    | 1.ª           | 2017-18       | 23    | 0     | 3                | 0                | —                     | —                     | 26    | 0     |
| Borussia Mönchengladbach · Alemania    | 1.ª           | 2018-19       | 24    | 3     | 2                | 0                | —                     | —                     | 26    | 3     |
| Borussia Mönchengladbach · Alemania    | 1.ª           | 2019-20       | 27    | 6     | 1                | 0                | 5                     | 1                     | 33    | 7     |
| Borussia Mönchengladbach · Alemania    | 1.ª           | 2020-21       | 27    | 0     | 2                | 3                | 4                     | 0                     | 33    | 3     |
| Borussia Mönchengladbach · Alemania    | 1.ª           | 2021-22       | 23    | 0     | 3                | 0                | —                     | —                     | 26    | 0     |
| Borussia Mönchengladbach · Alemania    | 1.ª           | 2022-23       | 21    | 1     | 2                | 0                | —                     | —                     | 23    | 1     |
| Borussia Mönchengladbach · Alemania    | 1.ª           | 2023-24       | 8     | 0     | 0                | 0                | —                     | —                     | 8     | 0     |
| Borussia Mönchengladbach · Alemania    | Total club    | Total club    | 351   | 47    | 33               | 4                | 36                    | 5                     | 420   | 56    |
| Total carrera                          | Total carrera | Total carrera | 365   | 48    | 33               | 4                | 36                    | 5                     | 434   | 57    |